# Liberty's Secret: The 100% All-American Musical
Pour plus de détails, voir Fiche technique et Distribution.
Liberty's Secret: The 100% All-American Musical est une comédie dramatique américaine réalisée par Andy Kirshner et Debbie Williams, sorti en 2016. Il n'a été projeté que dans des festivals

## Synopsis
Liberty Smith (Jaclene Wilk), une prédicatrice défenderesse des valeurs familiales, tombe amoureuse ... d'une femme (Cara AnnMarie).

## Fiche technique
- Titre : Liberty's Secret: The 100% All-American Musical
- Réalisation : Andy Kirshner, Debbie Williams
- Scénario : Andy Kirshner
- Photographie :
- Musique :
- Production : E Pluribus Productions
- Pays d'origine :  États-Unis
- Langue d'origine : anglais américain
- Lieux de tournage : Ann Arbor, Michigan, États-Unis
- Format : Couleurs
- Genre : Comédie musicale, romance saphique
- Durée : 95 minutes (1 h 35)
- Date de sortie :
  - États-Unis : 2016

## Distribution
- Jaclene Wilk : Liberty Smith
- Cara AnnMarie : Nikki Levine
- Kristin Condon : l'ex petite amie de Nikki
- Chris Lutkin : révérend Smith
- John Lepard : Kenny Weston
- Alfrelynn J. Roberts : Yolanda Jones
- Rusty Mewha : Dick Dinkler
- Briana Fogleman : la serveuse
- David Wolber : le rédacteur
- Ellie Todd : Scarlet the Harlot
- Luciana Piazza : la mère
- Peggy Thorp : la grand-mère
- Malcolm Tulip : le professeur de danse
- Marcus White
- Rocco Guirlanda